# Sastav Reka
Sastav Reka (cirill betűkkel Састав Река) egy falu Szerbiában, a Jablanicai körzetben, Crna Trava községben.

## Népesség
- 1948-ban lakatlan volt.
- 1953-ban 11 lakosa volt.
- 1961-ben 18 lakosa volt.
- 1971-ben 21 lakosa volt.
- 1981-ben 55 lakosa volt.
- 1991-ben 53 lakosa volt
- 2002-ben 40 lakosa volt,[1] akik közül 37 szerb (92,5%) és 3 ismeretlen.[2]